# Oulimata Gueye
Pour les articles homonymes, voir Gueye.
Oulimata Gueye est une critique indépendante, commissaire d'exposition sénégalaise et française.
Elle est curatrice en arts visuels et directrice du post-diplôme art à l’École nationale supérieure des beaux-arts de Lyon.
Sa démarche curatoriale se base sur la recherche dans les domaines des sciences, des technologies numériques, de l'art contemporain et des cultures populaires. Elle se concentre particulièrement sur l'impact des technologies numériques en Afrique et au sein de ses diasporas.

## Travaux
Une partie importante du travail de Oulimata Gueye consiste à mettre en lumière les œuvres d'artistes utilisant les technologies numériques comme outils, tout en adoptant une approche critique à leur égard. Les questions de cyberféminisme, d'écoféminisme et de décolonisation sont souvent au cœur de ses travaux, révélant les dominations coloniales et capitalistes,.  Elle alerte notamment sur les biais eurocentrés du développement numérique,, y compris au travers d'un séminaire donné à l'Institut des mondes africains en 2019.
De 2003 à 2011, elle codirige le festival nomade Infamous carousel (Centre Pompidou, Palais de Tokyo, Jeu de Paume, Les Instants Chavirés, le Point Éphémère), dédié à la performance, aux pratiques sonores expérimentales et aux arts des médias.
Depuis 2010, elle étudie l'impact des technologies numériques sur les cultures populaires urbaines et les pratiques artistiques en Afrique. Parmi ses domaines d'investigation, elle a développé un projet de recherche intitulé "Africa sf"qui explore les liens entre les fictions et les cultures numériques en Afrique. Ce projet soutient la thèse selon laquelle l'entrée du continent africain dans l'ère de l'internet, marquée par des bouleversements économiques, technologiques, politiques, sociaux et esthétiques, a favorisé le développement d'imaginaires techno-scientifiques. La science-fiction est considérée comme le genre le mieux à même de rendre compte de cette interface et des interactions entre le présent, les projections dans le futur et les mythologies fondatrices. Oulimata Gueye y voit la possibilité « de réhabiliter les dimensions proscrites et rendues taboues par les gouvernements coloniaux que sont les croyances et les savoirs occultes, les mythes fondateurs et les fables fantastiques que l’on croyait à jamais perdues ».
En 2018, en collaboration avec la commissaire d'exposition Marie Lechner et la Gaîté lyrique, elle a développé le cycle de performances, rencontres et débats "Afrocyberféminismes". Ce cycle revisite l'histoire des technologies numériques en croisant les perspectives du cyberféminisme, de l'afro-féminisme et des cultures queer. Il a pour particularité d'inverser les composantes usuelles des études sur les catégories de population en situation d'exclusion, en les faisant s'exprimer sur la manière dont elles voient leur présent, leur avenir et celui des sociétés humaines.
Popularisé en 2018 par le succès du film Black Panther, l'afrofuturisme connait un fort intérêt relié à l'héritage de l'autrice Octavia E. Butler, mais selon Oulimata Gueye « Octavia Butler se définissait comme histo-futuriste, comme quelqu'un qui regarde vers l'avant sans tourner le dos au passé, combinant un intérêt pour l'humain et pour la technologie. Et effectivement, elle ajoutait qu'il était important pour les personnes noires de ne pas oublier d’où elles viennent ».
Alternant pratique et critique théorique, elle anime la plateforme xamxam.org et elle est cofondatrice de la Startup Africa Paris pour l'entrepreneuriat numérique.